# Bardonecchia

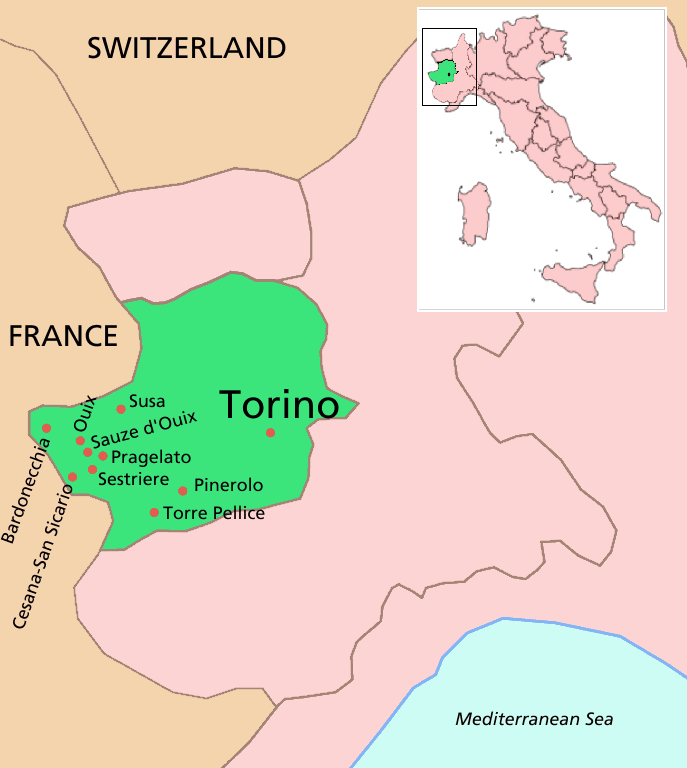
Vị trí của đô thị trong bản đồ

Bardonecchia (tiếng Pháp: Bardonèche hoặc Bardonnèche; tiếng Occitan: Bardonecha) là một đô thị của Ý. Đô thị này nằm ở tỉnh Torino, vùng Piedmont, phía tây của thung lũng Susa. 
Đô thị có vị trí cách Torino khoảng 90 km (56 mi) tại giao điểm của 4 thung lũng, có núi bao quanh với nhiều ngọn cao hơn 3000 m.
Bardonecchia được nối với Pháp bằng hầm đường bộ Fréjus và bằng một tuyến đường hầm đường ray trong tuyến TGV Milano-Paris.
Đô thị Bardonecchia có các frazioni (các đơn vị trực thuộc, chủ yếu là các làng) Lez Arnaus, Melezet, Millaures, và Rochemolles.
Bardonecchia giáp các đô thị: Avrieux (France), Bramans (France), Exilles, Modane (France), Névache (France), Oulx.